# Карюков, Михаил Фёдорович
Михаи́л Фёдорович Карюко́в (укр. Михайло Федорович Карюков; 27 июля 1905, Одесса — 2 декабря 1992, Киев) — советский кинооператор, режиссёр и сценарист, специалист комбинированных съёмок.

## Биография
Родился 27.07.1905 в Одессе. С 1923 по 1925 год обучался на экономическом факультете торгово-промышленного техникума, в 1925 году окончил курсы киномехаников при Одесском государственном техникуме кинематографистов (ГТК). В 1930 — операторское отделение Одесского кинотехникума.
Работал оператором комбинированных съёмок, автор книги «Новые способы комбинированной съёмки» (1939). Был организатором отделов комбинированных съёмок на разных киностудиях СССР.
 В годы эвакуации работал на Ташкентской студии. По окончании ВОВ — на Одесской киностудии.
Скончался 2 декабря 1992 года в Киеве. Похоронен на Берковецком кладбище.

## Фильмография

### Оператор
- 1932 — На великом пути
- 1934 — Казнь (совм. с Михаилом Бельским)
- 1941 — Таинственный остров
- 1945 — Тахир и Зухра (совм. с Владимиром Морозовым)
- 1951 — Пахта-Ой (короткометражный, совм. с Михаилом Краснянским)
- 1955 — Тень у пирса

### Режиссёр
- 1960 — Небо зовёт (совм. с Александром Козырем)
- 1963 — Мечте навстречу (совм. с Отаром Коберидзе)

### Сценарист
- 1951 — Пахта-Ой (короткометражный, совм. с Виктором Витковичем)
- 1960 — Небо зовёт (совм. с Евгением Помещиковым и Алексеем Сазоновым)
- 1963 — Мечте навстречу (совм. с Олесем Бердником, Иваном Бондиным, Отаром Коберидзе)
- 1966 — Кровавая королева (совм. с Кёртисом Харрингтоном, Отаром Коберидзе)